# 縄文土器

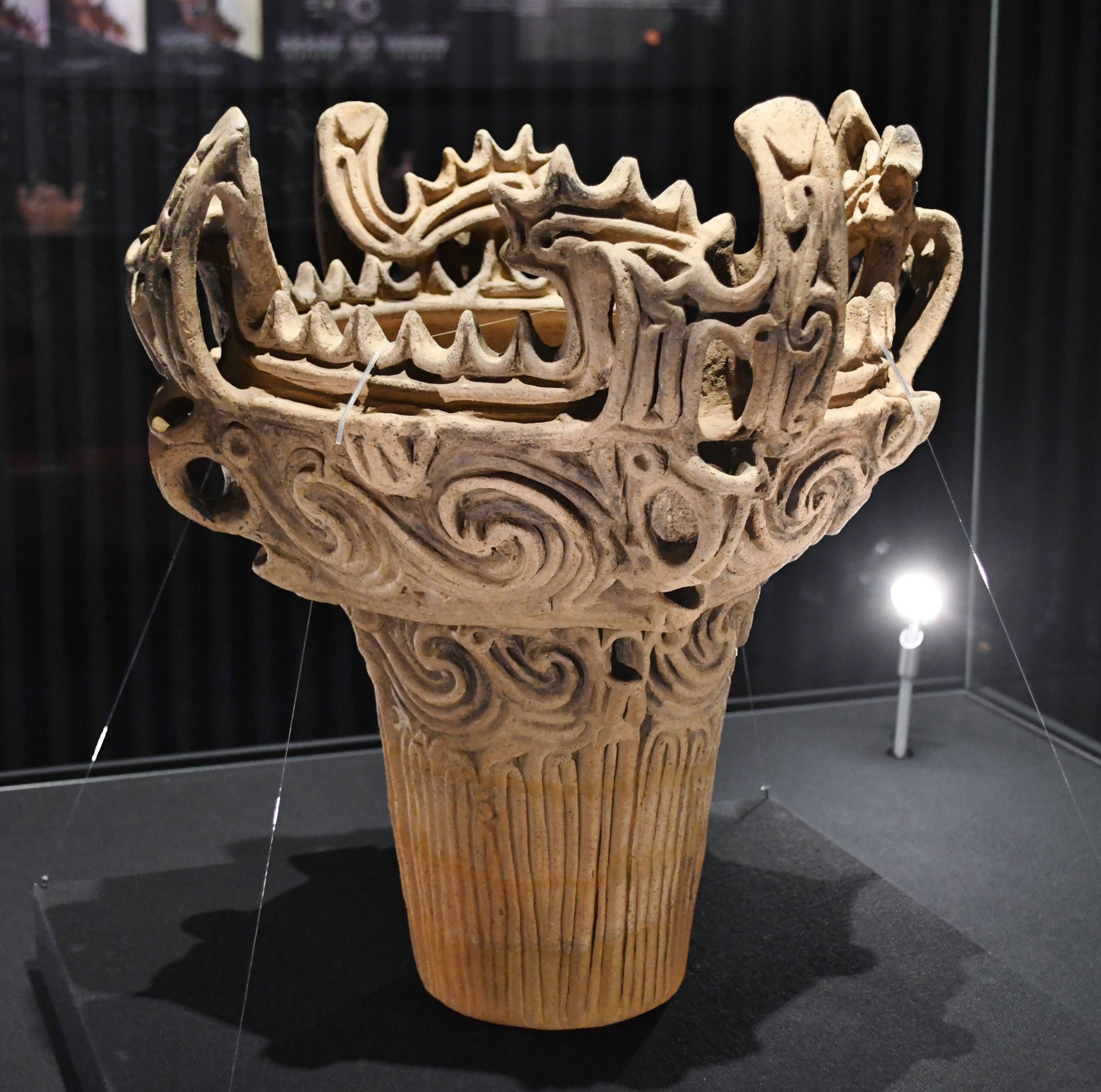
深鉢形土器（火焔型土器） 縄文中期 新潟県十日町市笹山遺跡出土 十日町市博物館蔵 国宝

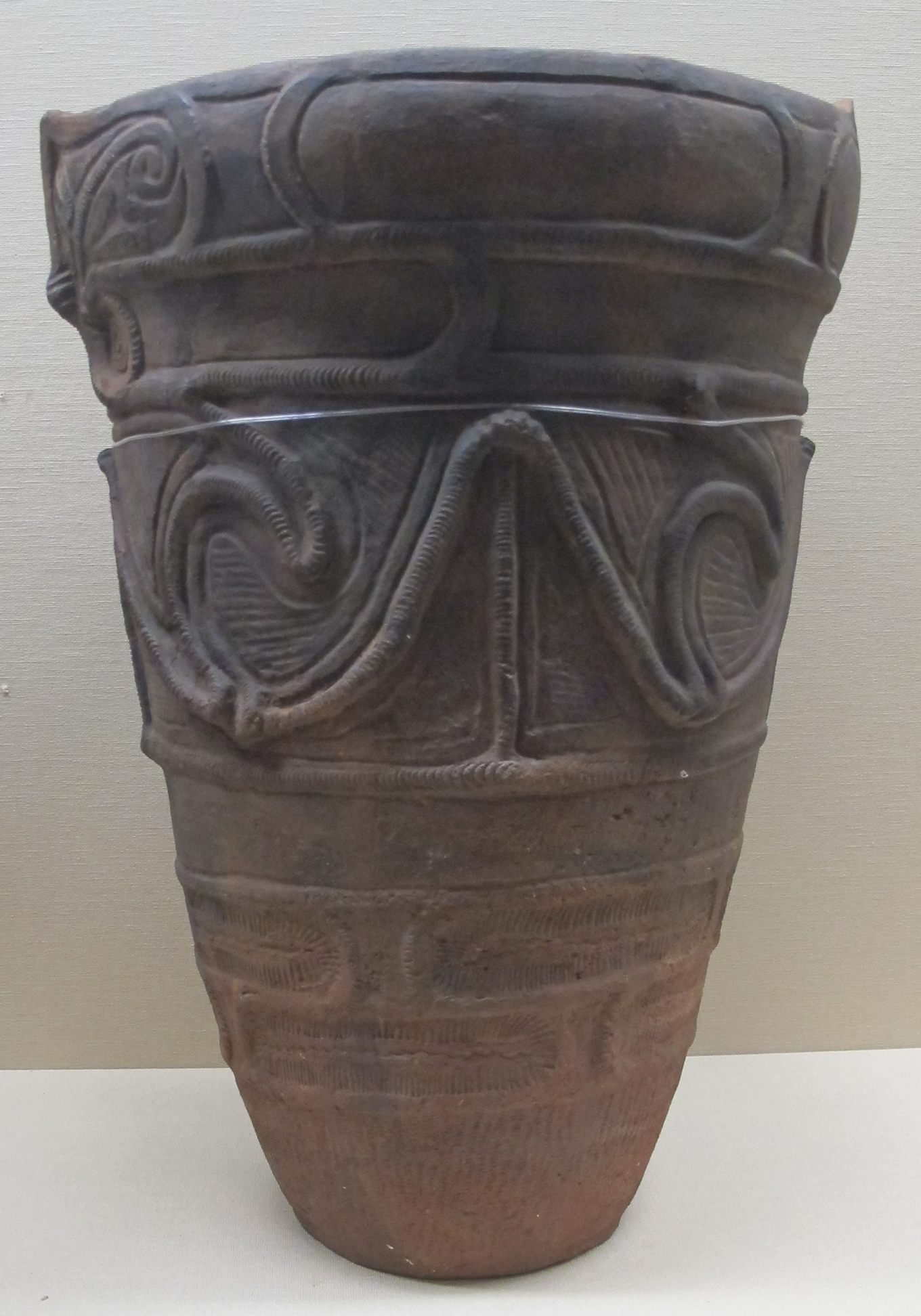
深鉢形土器 縄文中期 東京都あきる野市草花出土 東京国立博物館蔵

縄文土器（じょうもんどき）は、日本の石器時代（縄文時代）の土器の呼称。現在では滅多に使われていないが縄紋土器という表記もある。

## 概要
縄目模様が特徴的だったので縄文土器と呼ばれるようになったが日本の石器時代の土器全部に縄文が施されていたわけではない。日本の石器時代（縄文時代）の土器ならば縄目模様をほどこしていないものも含めて縄文土器と呼ぶ。北は北海道の礼文島や千島から南は奄美大島、沖縄の南西諸島にまで分布する。時代や地方ごとに独特の様式（形状と文様の組み合わせ）がある。時代ごとの流行や好みの変化が様式に反映されているので、様式の変遷を目安にして縄文時代の草創期・早期・前期・中期・後期・晩期の6期に分類するということが行われている。

### 縄文土器と弥生土器の違い
縄文の施されている点もあるが、弥生土器は焼成温度が高く、縄文土器は温度が低い点にある。このため、縄文土器は壊れやすく、形状も厚く形成されている。そして、弥生土器は高温で焼かれたため、薄い赤褐色であるのに対し、縄文土器は褐色となる。

### 縄文土器の発見と定義
縄文土器は大森貝塚を発掘したモースによって見出され、英文報告書で cord marked pottery（索文（索紋）土器）とされた。しかし貝塚土器など様々に呼ばれ、結局、縄目文様という発想から命名された「縄文式土器」の用語が定着した。
1975年（昭和50年）、佐原真は土器の名称に「式」を使うことの不合理を説き、「縄文土器」の名称を使うことを提唱し、以後、一般化した。編年作業が精緻化した今日においては「縄文土器」の用語が用いられることが多く、その場合、「縄文（縄目文様）が施された縄文時代の土器」という意味（狭義の縄文土器）と「縄文時代の土器一般」（広義の縄文土器）という2つの意味で用いられる。また、山内清男や佐原真など一部の研究者で縄紋土器の用語を用いているものもある。これは、土器表面に施された模様が一種の紋章の意味を成しているのではないか、という考えによるものである。

### 縄文土器の年代と東アジア
1万6000年前ころから土器が出土している。この土器は縄文が施されていないが、世界最古であり、当時は日本列島で土器が出来たとされていた。しかし、シベリアなどで同年代の土器が見つかり、東アジアに土器文化が広がっていった事が今ではわかっている。土器の年代は炭素14年代法で確定される。炭素年代法については異論がある。しかし、1万6000年前では、花粉などに気候の方法があるが、最後には同位体元素に戻り、他に有力な方法がない。

### 縄文土器の時代区分と文化圏、そして、弥生土器との関係
草創期：約16,000年前 早期：約11,000年前 -前期：約7,200年前 -中期：約5,500年前 -後期：約4,700年前 -晩期：約3,400年前 - 約2950年前
晩期から弥生時代への移行の様相は地域によって相当に異なる。
縄文時代、各地でいくつかの文化圏に分かれて離合集散を繰り返していたが、縄文後期には、ナラ林文化圏と照葉樹林文化圏に2分された。ナラ林文化圏のほうが、クリの利用など人口は多かった。クリは栽培種であり、その他の野菜や雑穀の農業も各地で行われていた。しかし、水田稲作は照葉樹林文化圏の北九州で起こった。
水田稲作の始まった、縄文晩期末と弥生草創期は、重なる。それは、水田稲作開始時期の土器が縄文土器の形をしているが、水田稲作の開始に合わせ、文化と土器統一性を持たせるため縄文を施された縄文土器をも、弥生土器と定義するためである。

#### 弥生草創期の縄文土器と弥生土器
弥生草創期の菜畑遺跡で出土した土器は、縄文を施された櫛目文突帯土器である。その中に2，3％形は縄文土器だが、朝鮮半島の無文土器の作成技法を用いた土器が混じっていた。やがて、この作成技法が一般化し、遠賀川式の弥生土器が生まれる。この意味で、縄文土器は弥生土器の流れをくみ、朝鮮半島の無文土器の流れをも組んでいる。

### 縄文土器の美的評価
縄文土器の持つプリミティブな美は、いわゆる「伝統的な日本の美」とは異なる性質のものであり、当初は美術的には評価されていなかった。岡本太郎は1952年に著した論評『縄文土器 民族の生命力』によって、現代美術の立場から縄文土器の再評価や意義付けを行い、その後の日本文化論に大きな影響を与えた。

## 最古の縄文土器 　文化圏と弥生土器 、集団移動と土器の系統
縄文時代は14000年ほど続き、文化圏やその系統は、必須である。今は、列島はひとまとまりと理解されているが、当時は、日本列島はいくつかに分かれていた。それらの文化圏は、流動的で、変遷し、一つになったり分かれたりしていた。縄文時代14000年、稲作（水稲ではない）3000年である。縄文時代は、もちろん一括りに出来るが、多くの系統と文化圏に分かれる。

### 最古の縄文土器
日本の土器の出現は氷期が終了する前の事であり、世界的にみて非常に古いものだが、大陸側の極東地域には、作成技法が異なるものの、同時期の土器文化の存在が知られ、東アジア一帯で世界最古期の土器が同時並行的に出現したとみられており、相互の関係が注目される。
現在見つかっている、日本列島の最古の土器は、津軽半島の大平山元遺跡から出土した16,500年前の物である。この最古の土器に縄文は無いが、縄文土器に分類されている。時代は、縄文草創期とされる。草創期の土器の代表は北松浦半島の泉福寺洞窟等から出土した豆粒文土器（最新の調査で約16,000年前）・草創期中期の隆起線文土器で南九州や北松浦半島が中心であった。その後、草創期の後半である13,300年前頃から本格的に縄文がほどこされた縄文草創期の土器が出現。

### 鬼界カルデラ噴火 と 中心の移動
縄文早期に末頃、九州の南端の海上、屋久島の西50kmにある、鬼界カルデラは度々噴火していたが、約7300年前大噴火して、当時の縄文時代の中心であった九州の縄文を完全に破壊した。降り積もった火砕流と火山灰は1mを超え(火砕流30cmとする文献もある)、1000年間、人がほとんどいない無人の地になった。これ以後、縄文の中心は、東北と関東の東日本に移る。こうして、縄文の前期は、7200年前に始まり、その中心は、東北、関東となった。

### 縄文晩期の文化圏と土器
縄文土器から弥生土器に移る時期、縄文人の文化交流圏は、尾張の中心部を境界に、東日本と西日本の文化圏に分かれていた。一方の西日本は、装飾の少ない簡素な土器が中心となる。弥生前の代表的な土器は、刻目突帯文土器である。この土器は、やがて北九州で、弥生土器、遠賀川式土器に変わっていった、
東日本は、東北に見られる亀ヶ岡式土器(かめがおかしきどき)のように、火炎型の土器が特徴的である。ただし、亀ヶ岡式の火炎型は、祭祀用と見られ、東日本でも日常土器は簡素なものが多い。

#### 気候帯と文化圏
縄文後期は、土器は東日本(ナラ林文化圏)と西日本(照葉樹林文化圏)に大別されるが、より古い時代には、文化圏はより細分され、変遷していた。照葉樹林文化圏は、弥生時代には、水田稲作を主とする様になるが、それ以前では、ドングリ、クリなどが多くなく、人が棲むのに適さなかった。一方、東日本のナラ林文化圏は、ドングリが豊富で人口を多く養うことが出来た、縄文土器が東北を中心に影響力が強いのは、このような理由である。今西錦司は、中尾佐助の照葉樹林文化圏の提唱に対し、森林の食物に適した樹木が少なく、生活に適さないと批判している。

#### 文化圏と弥生土器の波及
この両文化圏の差異があるため、弥生土器の広がりが影響を受けた。それは、弥生時代に始まった、北九州の水田や土器は、尾張の中心まで100年くらいで急速に到達した。しかし、濃尾平野の中心を流れる木曽川で波及が一時停滞した。そして水田稲作は、尾張の中心境界を超えるとその後は、関東や東北南部にまで、停滞なく広がっていった。大きなまとまりを見せる東日本のP文化圏は、東北と関東中部に大別され、水田稲作が寒冷の地に適さなかったこともあり東北へび水田稲作の波及は遅れた、ただし、もちろん、照葉樹林文化圏は、尾張はもちろん、関東をも含む。

### 弥生土器への移行
九州で水田稲作が始まった当時の土器は、刻目突帯文土器(きざみめとったいもんどき)である。この土器は、菜畑遺跡や板付遺跡などの水田のある最古の層の大部分を占める縄文土器である。そのうちの数％の土器は、形は突帯文土器だが、技法は朝鮮無文土器であった。
その後、形は縄文系を保つが、作成の技法は、半島の無文土器を使う弥生土器である板付１式に変わる。この意味で、西日本の縄文土器は、弥生土器の系譜に連なっている。また、東北北部や北海道では、かなり遅くまで縄文土器の系統をひく土器が使われ続けた（続縄文文化）。

### 土器の系統と集団の移動
縄文土器の型式は、その地域に存在していた型式から次の型式へと変化していくものである。しかし、一つの地域でばかり次々へと変化していくばかりではない。別々の場所で生産され、系統性も異なる土器が、一つの遺跡に共存したり、ときには別の系統の文様が一つの土器に併用されていることや西日本の一型式が遠く離れた関東に移動し、その遺跡の起源となるといった系統の大移動などが知られている。
また、ある型式の土器が移動し、在地の土器と混合しないで、一軒の住居跡から発見されることも知られている。このような現象の背景には、縄文人の集団の移動や集団間の接触・交渉があったと思われる。また、それらの現象を引き起こした原因を追究することで、今まであまり追究されてこなかった縄文人の集落や社会についての解明が進むであろう、と考えられている。

## 縄文土器の使用と食料生産、人口
詳しくは、縄文時代を参照
縄文時代の人口密度は、狩猟採集社会としては例外的に高く、定住生活を送っていた。このため、縄文時代（特に中期以降の東日本）が本当に狩猟採集のみに依存した社会であったかは論争がある。縄文時代中期の東北地方北部の巨大集落として知られる三内丸山遺跡では、出土したクリの遺伝子が極めて均質であったことから、クリが栽培されていた事が解っている。この他、東北では川を遡る鮭が大量にとれ、これが東北の繁栄の基礎とする意見もある。
しかし、縄文中期後葉に寒冷化が襲い、東北では巨大集落がみられなくなる。それでも、人口の中心はやはり関東地方を中心とした東日本であり、西日本の人口は希薄であった。

### 縄文土器の地方分化
草創期第2段階（15800calBP）には土器は地方ごとに分化し、また、煮沸用の先の尖った日本特有の土器もできる等、器種も多様化した。隆起線文土器群がこの草創期第二段階の時代の代表的な器種である。この隆起線文土器を継ぐいくつかの器種が生まれ、その一つが縄文を施す土器である。

### 縄文土器の使用
縄文土器は多様な大きさと器種・装飾的な文様などさまざまなものが存在するため、土器の機能や使用される場面も異なったものであると考えられている。縄文土器の使用用途には食料資源の調理・加工や盛り付け、祭祀目的が考えられている。
縄文土器のうち深鉢などには煮沸痕を有するものがあることから、食料を煮る（煮沸）ため、あるいは貯蔵するために用いられたと考えられる。
縄文土器が出現した時代は、後期旧石器時代のナウマンゾウのような大型哺乳類が日本列島で絶滅した時期と重なるため、旧石器時代の狩猟により得られた獣肉を主食とするスタイルから、狩猟・漁労に加えて堅果など植物質食料を組み合わせた食習慣に変化した。また、堅果の多くは収穫時期が限られるために、貯蔵する必要が生じた。さらに、堅果を食用とするためには加熱・粉砕・煮込みなど加工過程が必要となったほか、獣肉や魚介類のように直火で炙るのは困難であるため、加熱するには調理器具としての土器が必要となった。
後期以降の縄文土器は粗製土器と精製土器が作り分けられており、これは「ハレ」の器と「ケ」の器を区別したとする説がある。
なお、縄文土器が煮沸具として器種の多様性を有するのに対し、弥生土器は画一化された甕が用いられている。

### 食料の加工・生業
ドングリやトチノミなどの堅果は、食料とするために小河川などに作業場を設け、水漬けや灰汁を使ってアクの成分であるサポニンを渋抜きをする工程が必要であり、そのため灰が必要であった。灰を得るために大量の草木を燃やした事が、土器製法の発見につながった。あるいは土器を製作する際に生まれた灰から、ドングリやトチノミを渋抜きする方法が発見されたと考えられる。土器の製法と渋抜きの方法のどちらが先に発見されたかは不明だが、日本列島において世界的に見て最初期に土器が普及したのは、こうした事情によると想像される。
生業面では漁労活動において漁網や釣り糸に用いる錘として、土器胎土の断片から作られた土器片錘が用いられた。また、土器片を円形に加工した土器片加工円盤が作られ、中心を穿孔するものは紡錘車とする説もある。

## 縄文土器を用いた弔い、祭祀と形状
縄文土器を用いた弔い 埋甕、甕棺墓
祭祀面では住居内に土器を埋納する埋甕（うめがめ）が存在し、埋葬に関わる施設であると考えられている。
後期後葉から晩期には、西日本を中心に甕棺が見られ、土壙墓など共に墓域を形成する。弥生時代にも甕棺は存在するが、弥生時代は棺用に土器を作成するのに対し、縄文時代では煮炊きに使用した土器をそのまま棺桶に使用する。そのため、成人ではなく乳幼児を埋葬したものと考えられる。
縄文土器を用いた祭祀と形状、用途
男性原理の象徴と考えられている石器に対して、食料の保存加工に用いる土器は女性原理に属するものであると考えられており、信仰に関わる土製品には代表的な土偶のほか、土器片を再利用して人形状土製品や鏃状土製品、土製円盤、土器片錘などが作られた。

## 作成法と形と系統

### 粘土加工と文様
いわゆる縄目文様は撚糸（よりいと）を施文原体とし、これを土器表面に回転させてつけたもので、多様な模様が見られる。しかし実際には縄文を使わない施文法や装飾技法も多く、これは土器型式によって様々である。縄目文様以外の施文法として、爪形文やササの茎・動物の管骨などを施文原体とする竹管文、貝殻を施文原体とする貝殻条痕文などがある。
縄文土器は表面を凹ませたり粘土を付加することが基本で彩色による文様は少ない。しかし、文様が変化に富み多く用いられ、装飾は時には容器としての実用性からかけ離れるほどに発達した。この特徴は、日本周辺の土器にはみられない。
縄文土器の底部には網組痕や木葉痕など、土器が製作され乾燥段階のうちに置かれた敷物などの痕跡である外底面圧痕が残されているものが存在する。外底面圧痕は土器の持ち上げによる再配置で重複したものや、外底面の調整により抹消されたものも見られる。

### 種類と焼成法
縄文土器の形は深鉢が基本であり、量的にも多い。特に前半の時期は深鉢以外の器形は稀である。しかし、中頃から浅鉢のような器形が現れ、続いて注口付き、香炉形、高坏、壺形、皿形など様々な形が現れた。とくに東北地方晩期のいわゆる亀ヶ岡式土器は器形の変化が多様であった。
窯を使わない平らな地面あるいは凹地の中で、やや低温（600℃ - 800℃）の酸化焼成のため、赤褐色系で、比較的軟質である。胎土は粗く、やや厚手で大型のものが多いが、用途や時期によっては薄手、小形品、精巧品も作られている。

### 土器の文様と系統
土器の年代的な編年が精緻になってきて、前の型式から次の型式へ連続的に変化していることが明らかにされてくると、系統的なつながりが問題とされるようになった。
縄文土器には、水平の帯状に文様が加えられている部分がある。これを山内清男は、文様帯と呼び、そのつながりに注目した。それを文様帯系統論と呼ぶ。各型式の土器は、固有の文様帯配置をもっている。その文様帯は、型式ごとに継続されたり、分裂したり、融合したり、新しく生まれたり、消滅したりする。文様の生命は非常に長く、土器の系統を知る上で役立つ視点である。

#### 土器の写真
いずれも東北から関東、中部地方で、別の文化圏である西日本の土器の写真は無い。火焔型土器は、縄文中期に盛んで、東北を中心に、関東、中部が主だが、遠く九州にまで及んだ

早期・前期
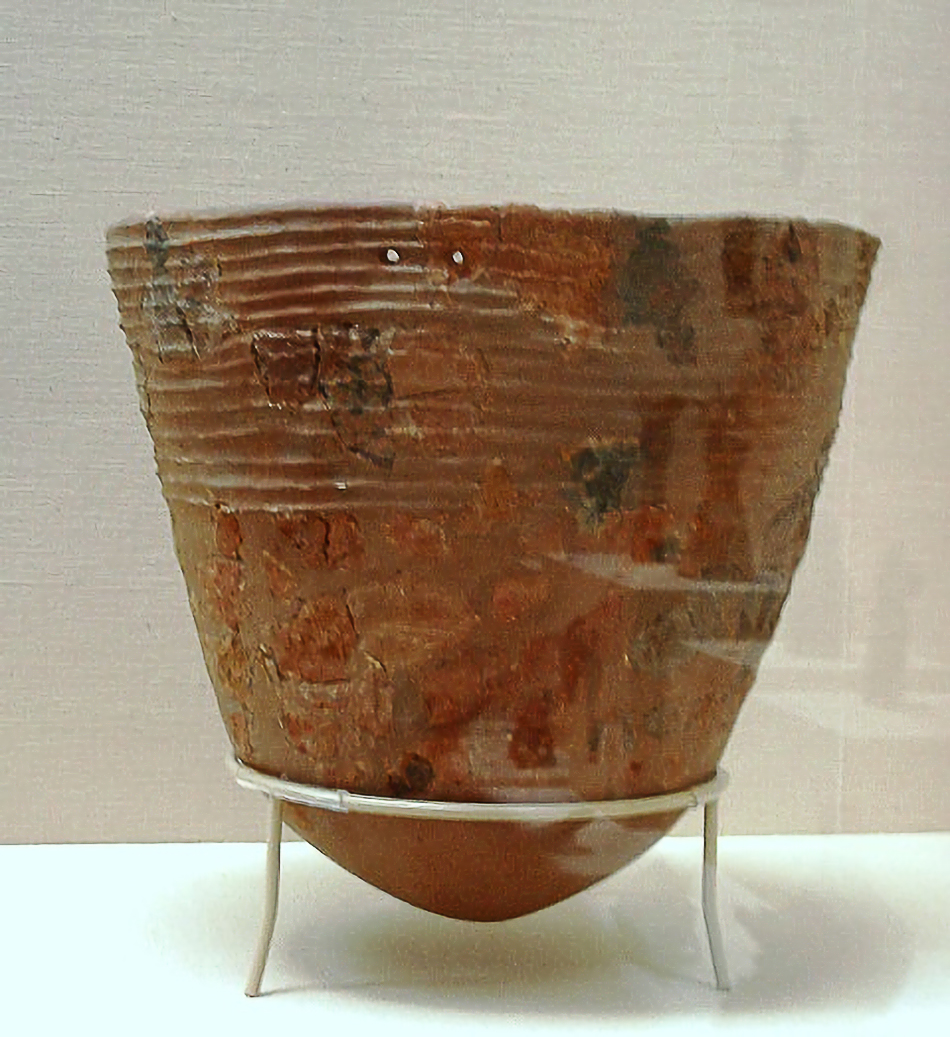
丸底深鉢形土器 縄文草創期 横浜市都筑区花見山遺跡出土 東京国立博物館蔵
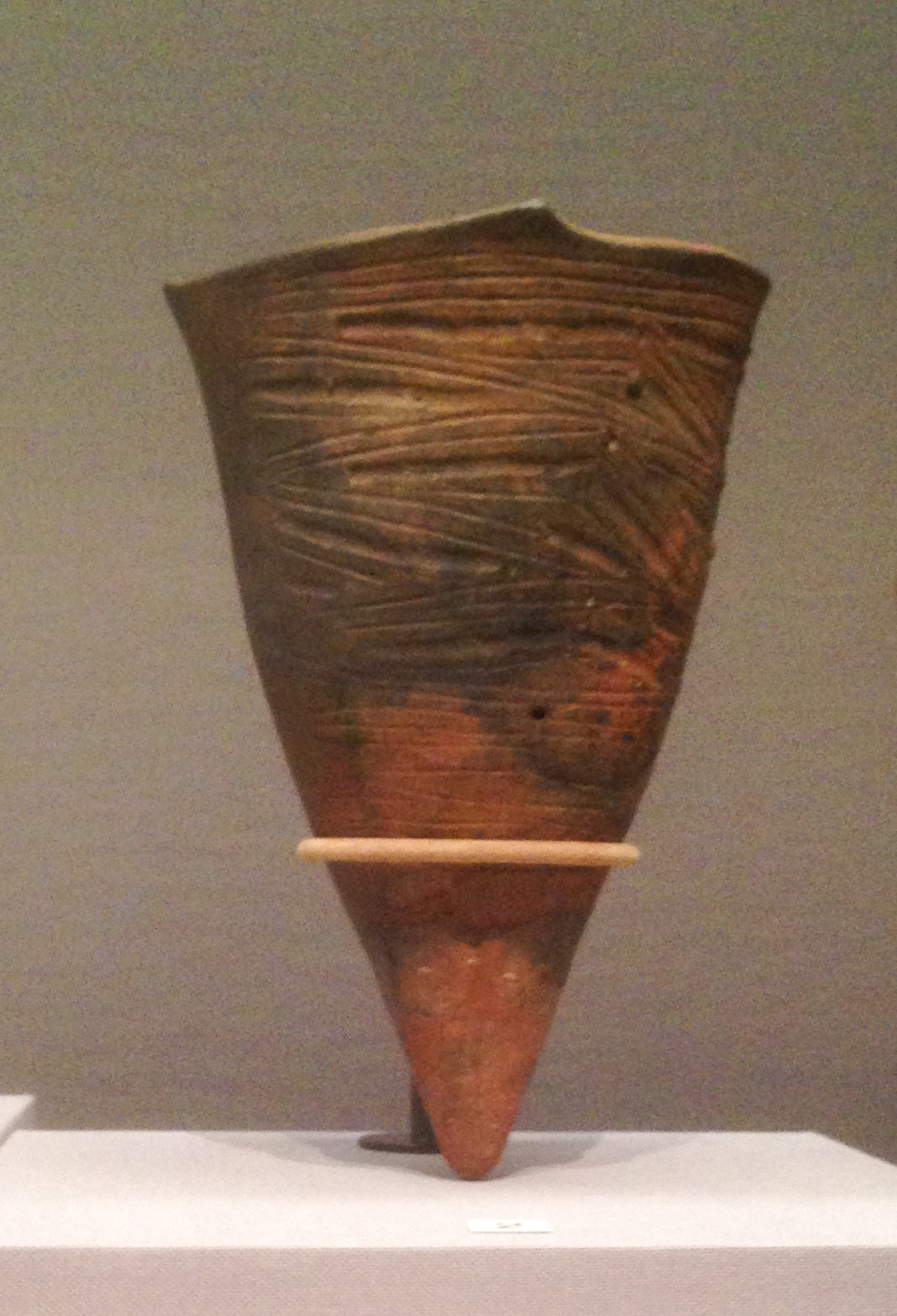
尖底深鉢形土器　縄文早期 千葉県香取市城ノ台貝塚出土　個人蔵（東京国立博物館展示）
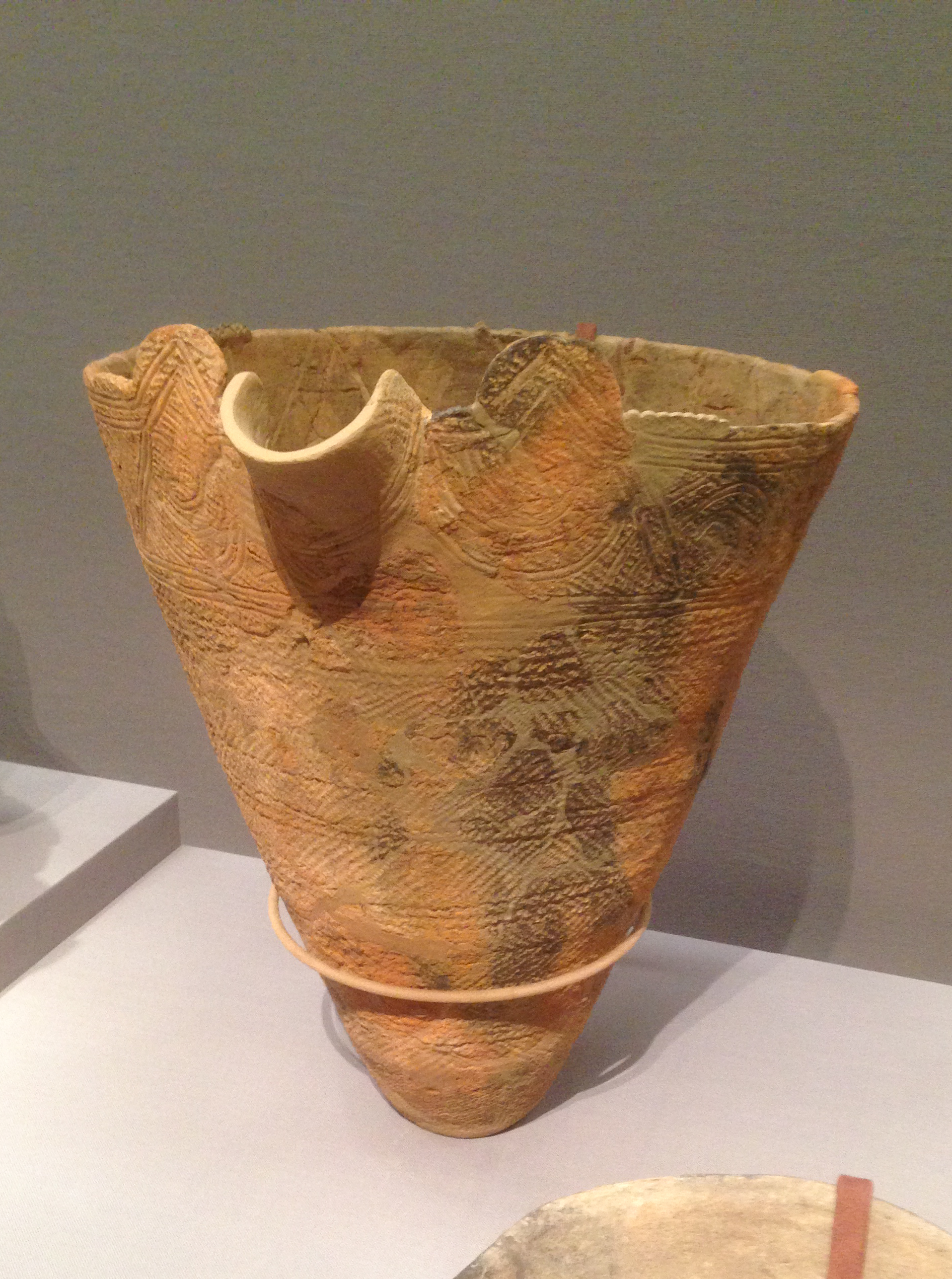
片口付深鉢形土器　縄文前期 埼玉県ふじみ野市上福岡貝塚出土　個人蔵（東京国立博物館展示） 重要文化財
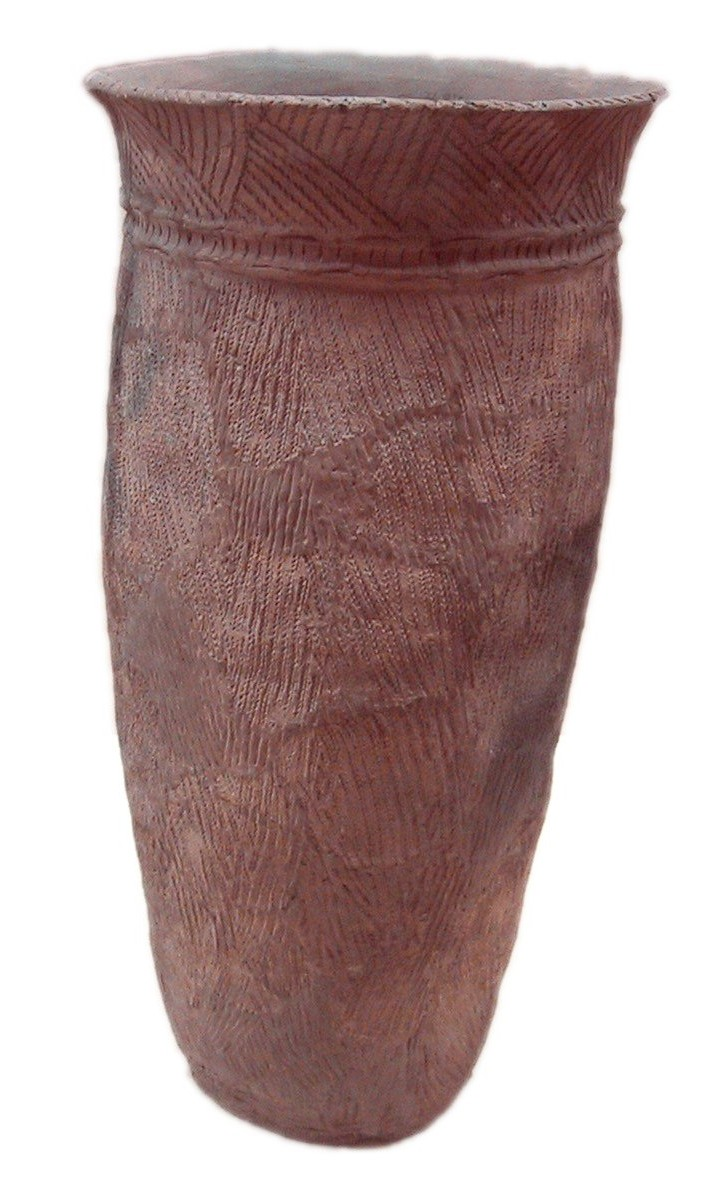
円筒形土器 縄文前期 青森県八戸市是川一王寺貝塚出土 東京国立博物館蔵

中期
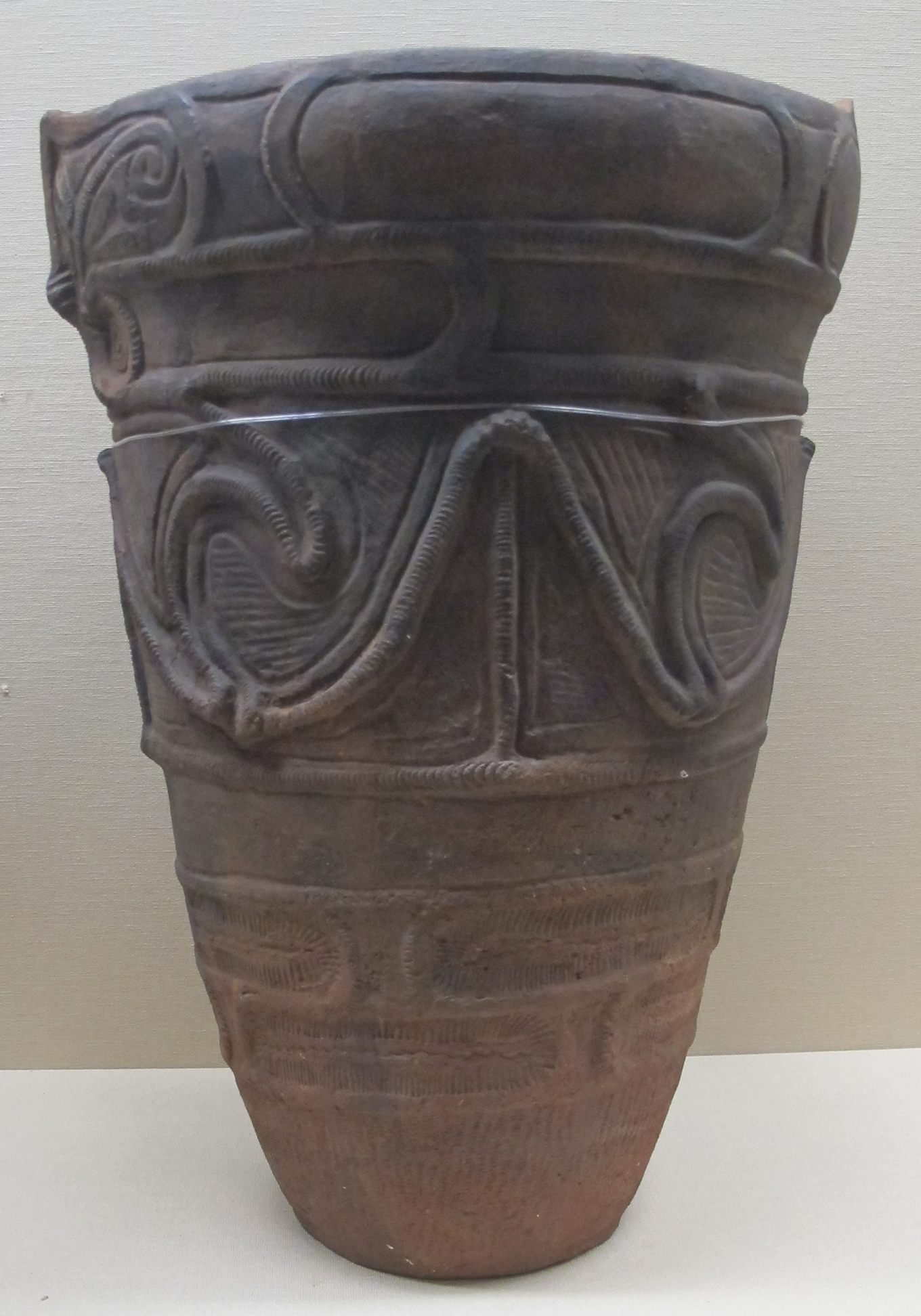
深鉢形土器 縄文中期 東京都あきる野市草花出土 東京国立博物館蔵
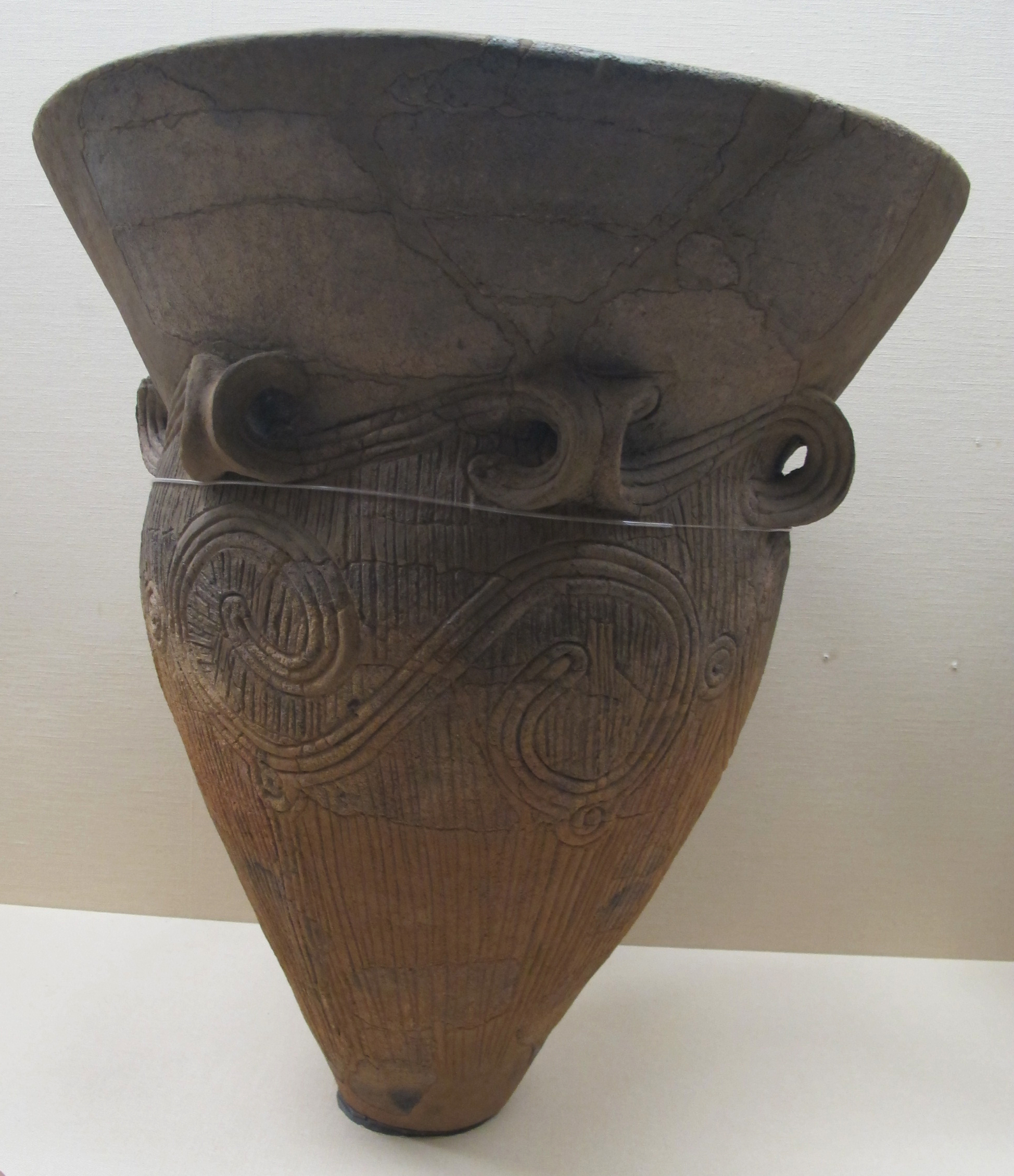
深鉢形土器 縄文中期 東京都あきる野市二宮大塚出土 東京国立博物館蔵
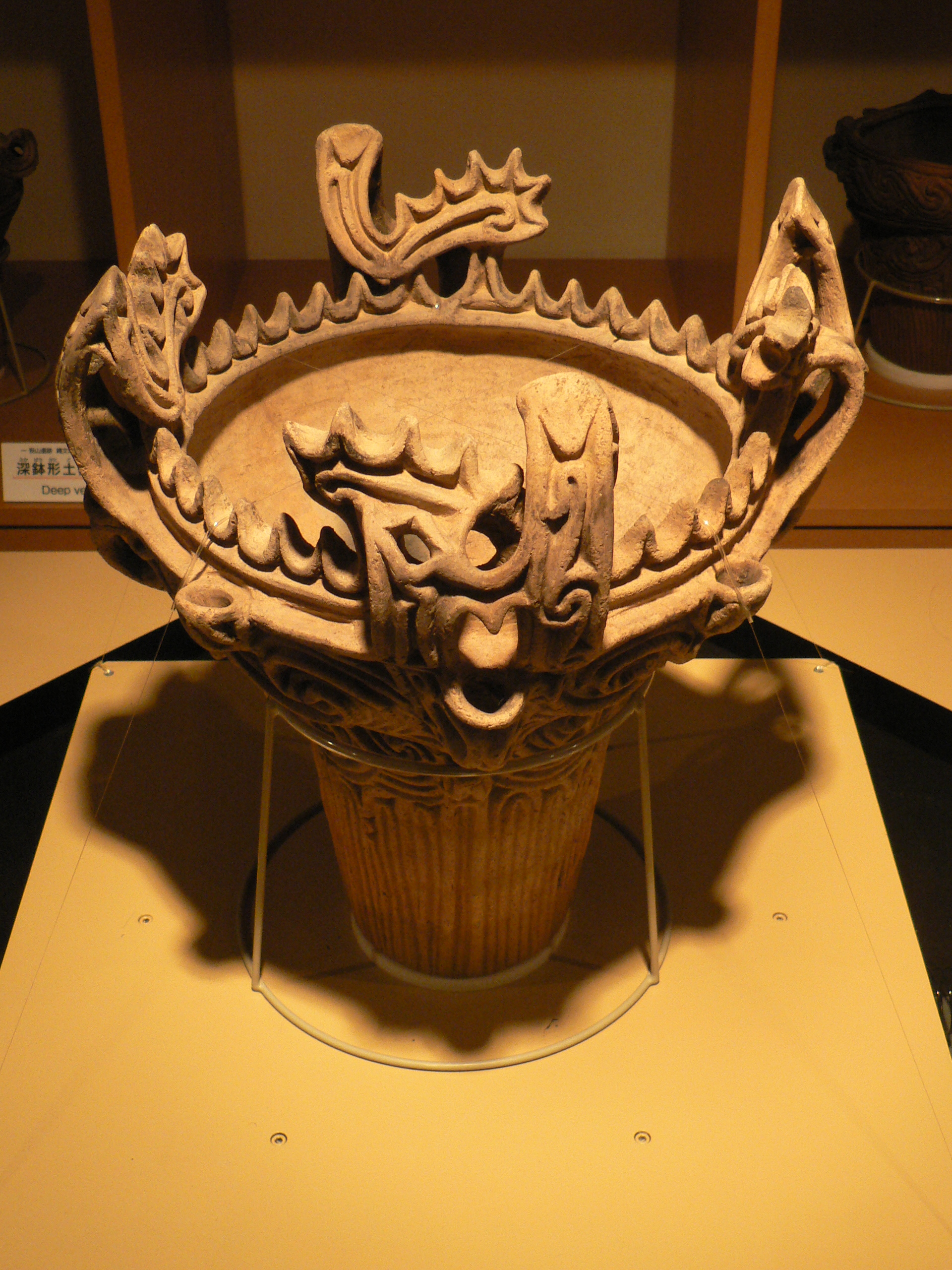
深鉢形土器（火焔型土器） 縄文中期  新潟県十日町市笹山遺跡出土 十日町市博物館蔵 国宝
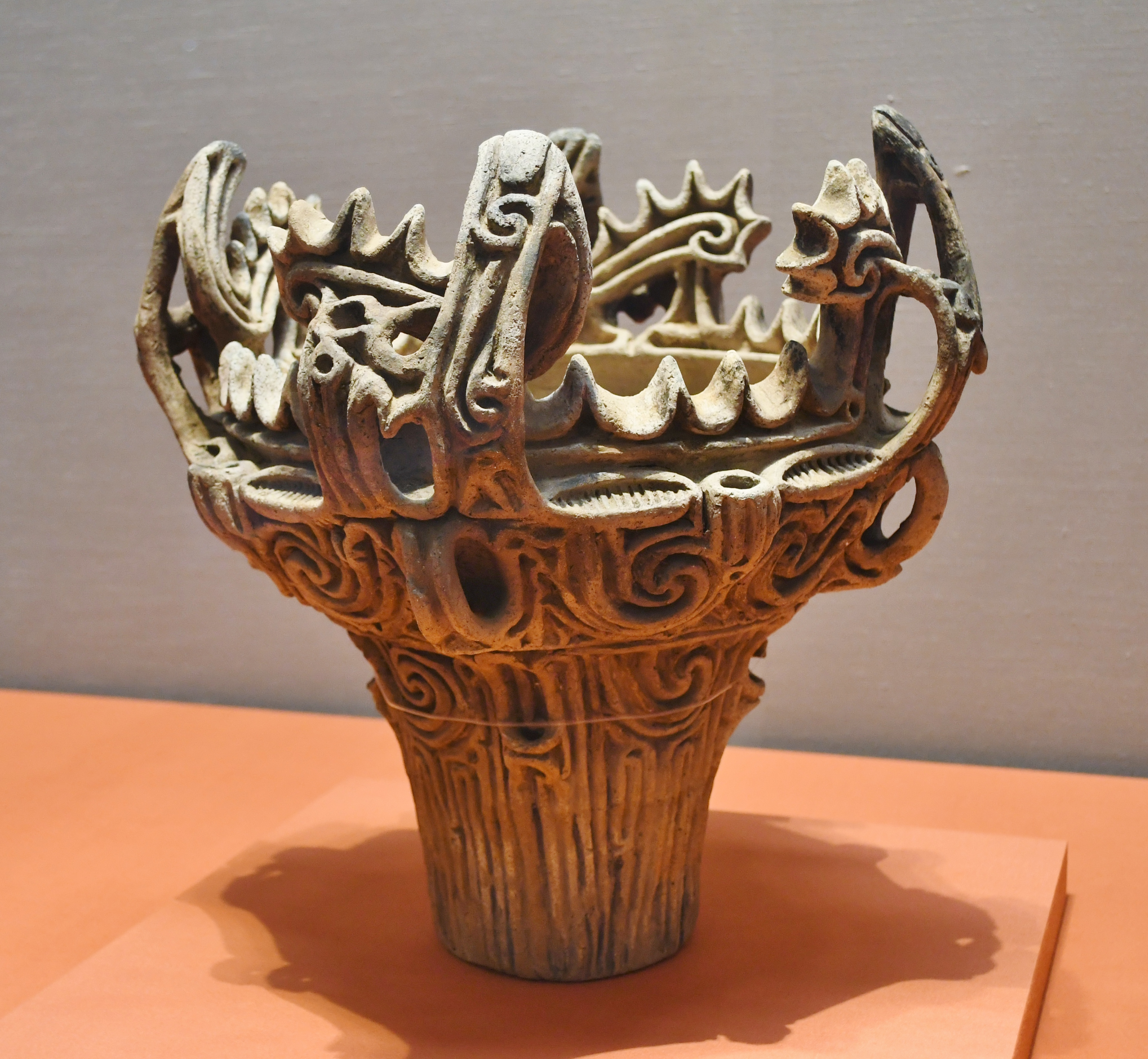
深鉢形土器（火焔型土器） 縄文中期  伝新潟県長岡市関原町馬高遺跡出土 東京国立博物館蔵[注 2]
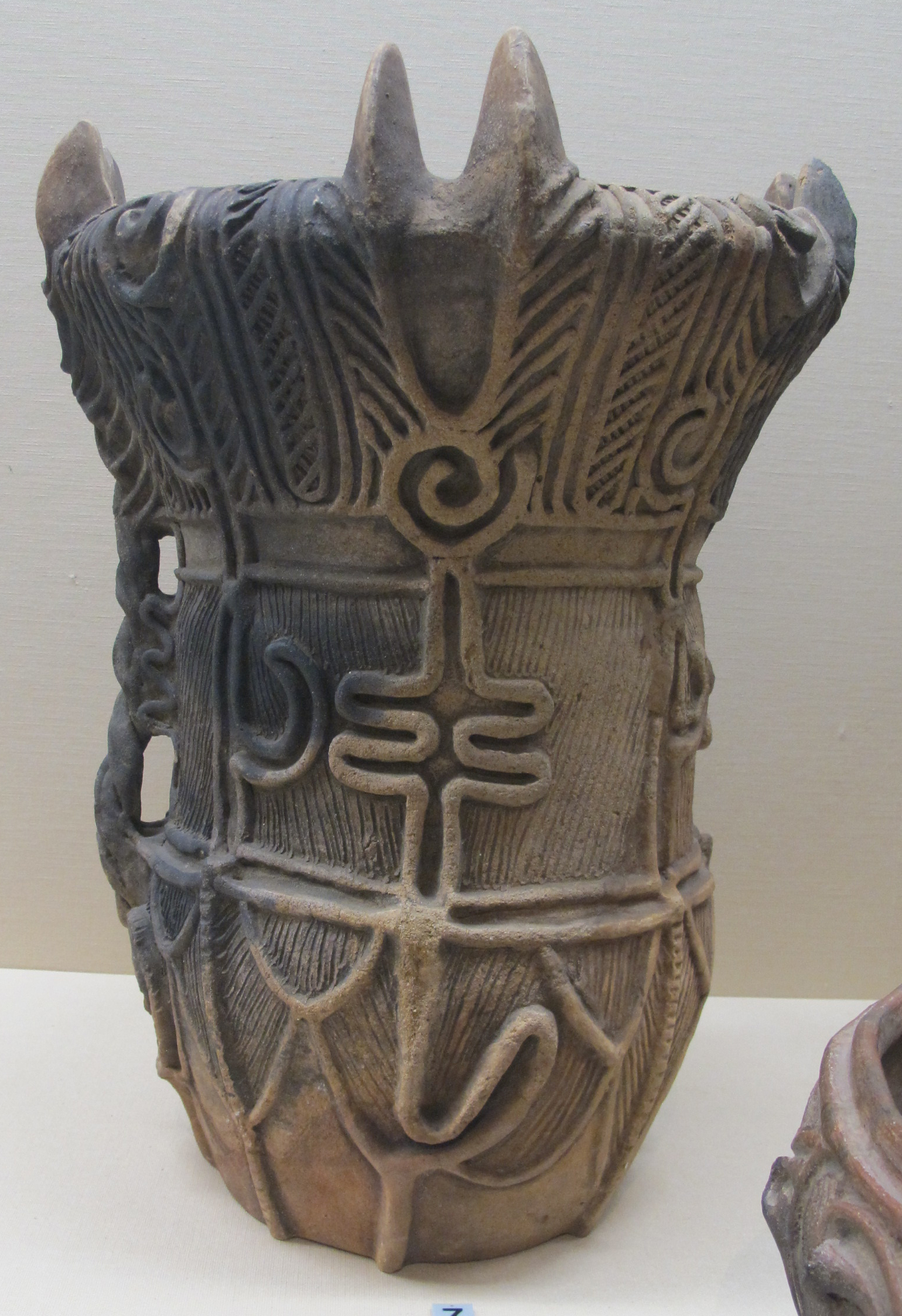
把手付甕形土器 縄文中期 長野県伊那市宮ノ前出土 東京国立博物館蔵

後期・晩期
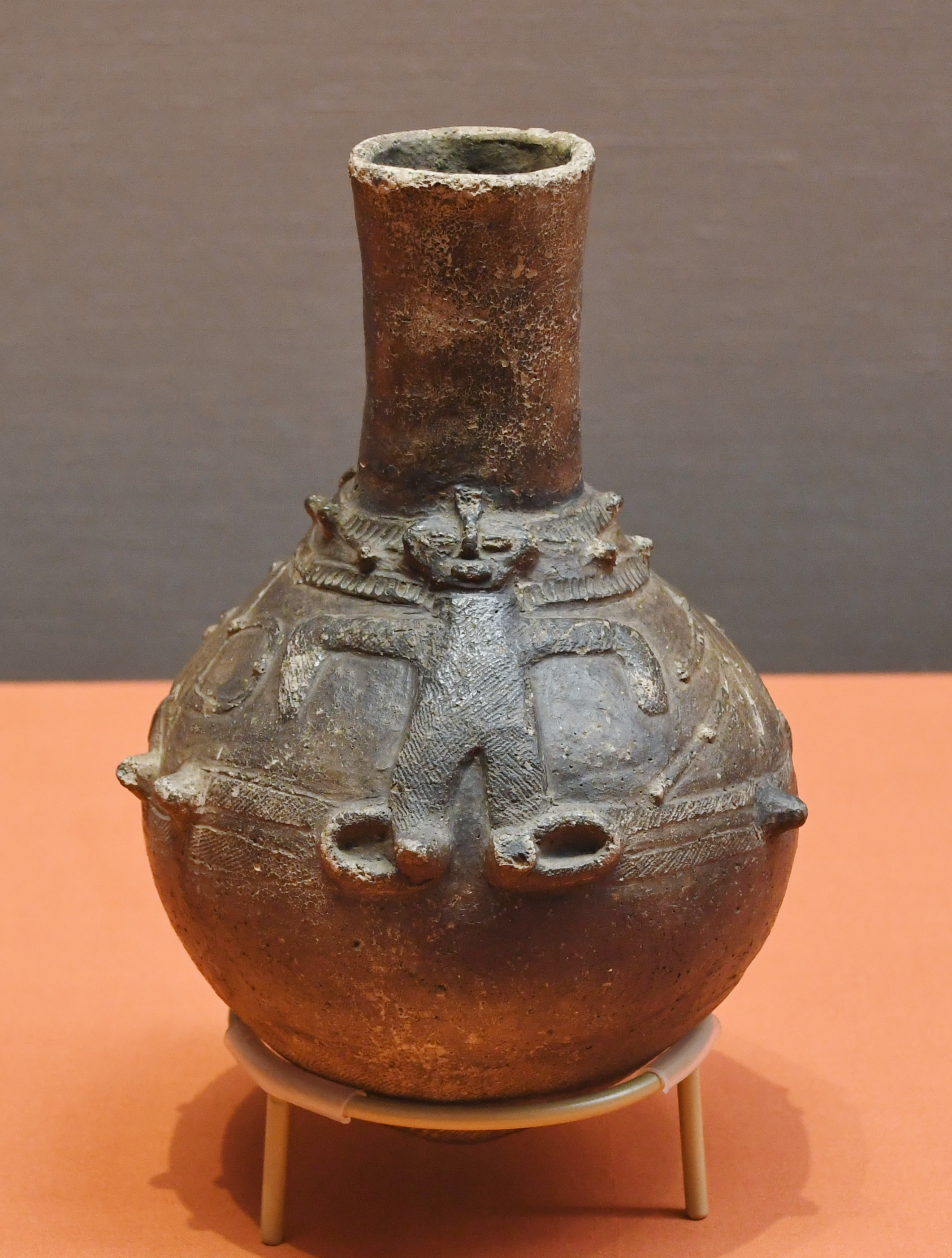
人形装飾付壺形土器 縄文後期 青森県弘前市十腰内出土 東京国立博物館蔵 重要文化財
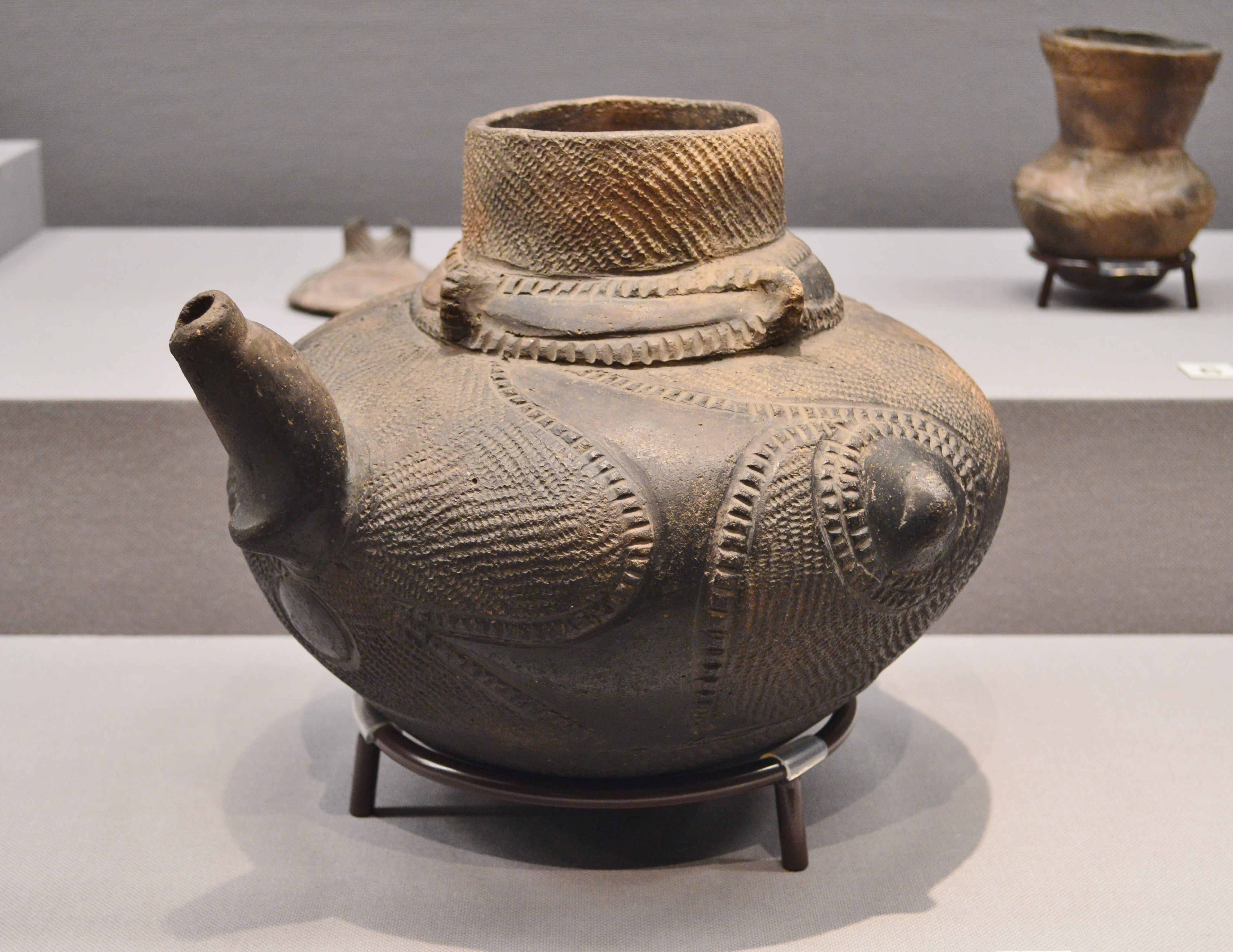
注口土器 縄文後期 青森県十和田市米田出土 東京国立博物館蔵 重要文化財
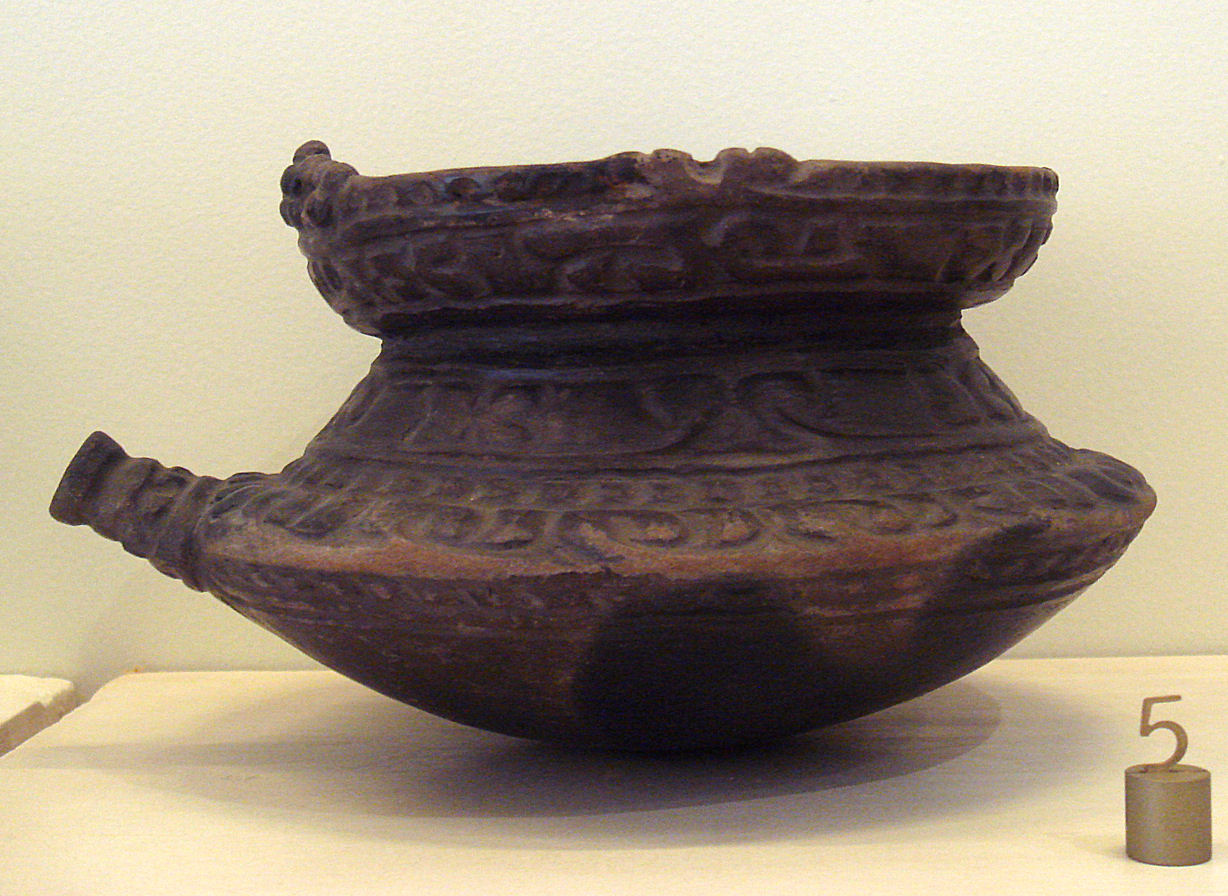
注口土器 縄文晩期 青森県つがる市亀ヶ岡遺跡出土 ギメ美術館蔵

### 種類と形
式
各地の出土土器の地域の型は、式で表される。数が非常に多い。土器の編年や系統は、式を用いる。外形と製作技法が細かく調べ記載される。それゆえ、系統や製作者の集団まで推定が可能になる。
- 板付式土器

板付も、層により、板付1式、2式などと区別される。
発見場所の土器をその系統の土器の名称にすることも多い。板付と同じで、発見した時調査がなされる。次の例がある。
- 夜臼式土器（ゆうすしきどき）
- 山ノ寺式土器

総称名称にも式が使われる。板付式を含む、弥生時代すべてに板付式を含む総称が次である、
- 遠賀川式土器（おんががわしきどき）

縄文土器の形（器種と形式）
鉢（はち）、甕（かめ）、壺（つぼ）、円筒の区別は、口と胴の境のすぼまりで区別される。器の大まかな形状を形で区別し、時代で変わる様式を型と言う。以下のような形があるが、前期や中期、後期、晩期などで仕様、形状が異なる。深鉢形は、焚き火の熱を横から吸収し煮るのに適した形状である。
器種と形
- 深鉢形土器（はち、口や胴の区別が無く、開いた形）　　深鉢形土器は、粗製、精製と区別される事もある。
- 浅鉢形土器（食器、皿として使う）
- 壺形土器（つぼ、縄文時代西日本では、めずらしい、口が狭まった形）
- 甕形土器　(かめ、胴が膨らんだ形)
- 注口土器（お茶のきゅうす、コーヒーポット、形より上位の分類）

特殊祭器用の装飾の型
- 火焔型土器

付加形状
さらに、器に加えられた特殊な形状を、
- 把手付
- 人形装飾付
- 片口付
- 有孔鍔付土器

等と付で表す。底の尖ったものを尖底と言う。底のまるいものは珍しく、丸底と言う。
かなり自由で、刻目突帯（きざみめとったい）などもある。刻み目をいれ、出っ張って土器の周りに廻ると言う意味。
縄文土器の文様
文様は、文と書いて区別する。
- 無文土器（むもんどき）
- 押型文土器
- 条痕文土器
- 圧痕文土器
- 刺突文土器
- 沈線文土器
- 隆線文土器
- 磨消縄文土器
- 刻目突帯文土器（きざみめとったいもんどき、口唇部が膨れる）

## 最古の縄文土器と、土器の年代
最古の土器は、１万６千年前で、この節の、草創期の土器の発展  草創期、以後の土器の発展、にある。まず土器の年代を調べる方法である、年代学を述べる。

### 年代学

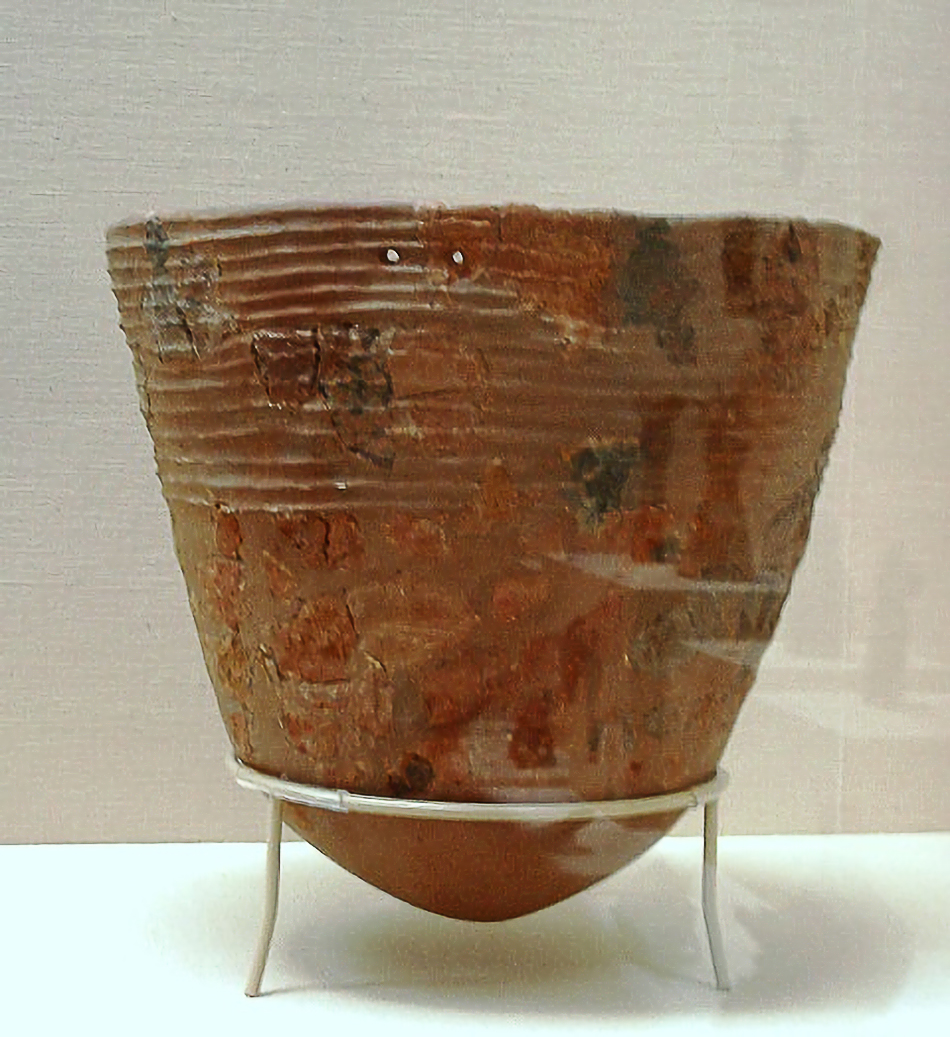
丸底深鉢形土器 縄文草創期 横浜市都筑区花見山遺跡出土 東京国立博物館蔵

大平山元I遺跡（青森県外ヶ浜町）で出土した草創期の土器片

土器の年代的変化を客観的にとらえようとする研究が地質学者松本彦七郎によって始められた。松本は、土器型式の違いを年代差ととらえ、貝塚の層位的発掘によってその年代順位を確認していく方法をとった。この方法を受け継いだ一人に山内清男がいた。山内は、1937年（昭和10年）頃までに日本を九つほどの地域に分け、各地に約20ほどの土器型式を配列した。激しい論争の末認められ、科学としての土器研究が確立した。また、山内は、縄文時代の大きな時間的区分として、早期、前期、中期、後期、晩期を示し、後に草創期を付け加えた。

### 土器の様式と、時代区分
縄文時代を通じて派生した型式の数は多い。それらを整理すると70ほどの様式が見いだされる。型式は時間、文化圏でも区分され、時間軸でまとめると6期（後述）あり、時代を通じて継続する文化圏（領域）は日本列島で7 - 9個ある。しかし、最終的に、縄文土器がいくつの型式に分かれるか、まだ結論が出ていない。

#### 草創期の土器の発展
- 草創期：約16,000年前 - （ただし、縄文文化的な型式の変遷が定着するのは草創期後半から）

日本列島最初の土器は次の4段階をたどると考えられている。
また、大量に見つかりだし、器種も分化し、地方の特色も現れだす隆起線文土器を中心にして、その前の時期と、後ろの時期の３期に分ける考え方もある。
- 第1段階（16500calBP）は無文土器を特徴とする。

現在までに知られている日本列島最古の土器は青森県大平山元I遺跡や茨城県後野遺跡（うしろの）・神奈川県寺尾遺跡などから出土した文様のない無文土器であり、大平山元I遺跡から発見された土器の年代測定の算定は16,500年前（暦年較正年代法による）とされている。
- 第2段階（15800calBP）は佐世保市の泉福寺洞窟の豆粒文土器と隆起線文土器群である。

この隆起線文土器は、分布は種子島から北海道の日本一帯に広まり、地域による土器の分化も起こる。また、煮炊き用の先の尖った土器が出現し、土器の大きさや器種の分化も見られるようになる。特に、土器が大量に見つかるのは南九州・西九州である。
この次に、隆起線文土器以降とひとくくりにもされる、第３段階、第４段階の円孔文土器 ･爪形文土器 ･押圧縄文土器が起こるが、隆起線文土器を引き継いで発展したとみられている。
- 第3段階（14400calBP）は爪形文土器群である。

　　　同時期から沖縄・奄美に於いては独自の土器が発展しており、徳之島で13000年～14000年(暦年校正）前の土器（隆帯文土器）が出土している。
- 第4段階（13300calBP）は多縄文土器群である。

これらの土器は、東北地方を中心にしていた。
- 出土例　　愛媛県久万高原町美川の上黒岩岩陰遺跡の最下層の第9層から細隆起線文土器、第6層から薄手の無文土器、第4層から押型文土器と厚手の無文土器が出土している。その中でも、最下層の第9層の細隆起線文土器は約1万2000年前のもので、日本最古級の土器の一つである[10]。

#### 草創期～晩期の年代
- 草創期：約16,000年前 - （ただし、縄文文化的な型式の変遷が定着するのは草創期後半から）

日本列島での土器の作成は16000年前の草創期だか、縄文は草創期後半から作成されだした。
草創期後半から始まった縄文土器は、以後、次の段階を経て発展していく。
- 早期：約11,000年前 -
- 前期：約7,200年前 -
- 中期：約5,500年前 -
- 後期：約4,700年前 -
- 晩期：約3,400年前 - （ただし、晩期から弥生時代への移行の様相は地域によって相当に異なる）

### 弥生時代の縄文土器
弥生時代になってからも、東日本では縄文土器の伝統を反映した弥生土器、北海道では縄文土器の直系と言える続縄文土器、沖縄諸島では貝塚時代前半の系統を引く土器が作られた。
上記の年代は放射性炭素年代測定を較正した暦年代観に従っているが、いずれにせよ精度の高い推定は難しく、現在でも研究途上である。

## 中国の縄文式土器の出土地
- 西周時代の縄文式土器 [11]
- 広西壮族自治区博物館蔵の細目縄文式土器[12]
- 甘粛省博物館蔵の縄文式脚付き碗[13]
- 甘粛省博物館蔵の縄文式筒瓦[14]
- 山東大学博物館蔵の縄文式高脚鉢[15]
- 香港 Lord Wilson Heritage Trust蔵の縄文式土器の破片[16]